# Oneirodes parapietschi
Oneirodes parapietschi es una especie de pez del género Oneirodes, familia Oneirodidae, orden Lophiiformes. Fue descrita científicamente por Prokófiev en 2014.
Especie inofensiva para el ser humano. Puede alcanzar los 1000 metros de profundidad.

## Descripción
Su longitud estándar es de 3,6 centímetros.

## Distribución
Se distribuye por el Pacífico oriental.